# Uruguay en la Copa América 2011
La Selección de Uruguay fue uno de los 12 equipos participantes de la Copa América 2011, torneo que se llevó a cabo entre el 3 y el 24 de julio de 2011,  Uruguay se consagró campeón del certamen tras derrotar a su similar de Paraguay por 3-0 en la final jugada en el Estadio Monumental de Buenos Aires. Con este triunfo, la celeste alcanzó su 15° copa en su historia.
A nivel individual, Luis Suárez fue elegido mejor jugador del torneo, mientras que Sebastián Coates, quien comenzó el torneo habiendo jugado un solo partido con la selección, fue condecorado con el premio a mejor jugador joven de la competición. La selección uruguaya ganó además el trofeo Fair Play, otorgado al juego limpio.

## Antecedentes
soy veloz 
Uruguay estaba ubicado en el segundo puesto de la tabla histórica de la Copa América. Si bien no tiene balances negativos con los otros países de la región, ha tenido dificultad frente a los equipos invitados, habiendo ganado dos partidos y empatado cuatro en nueve enfrentamientos con Costa Rica, México, Estados Unidos y Honduras.
Como último resultado, logró el cuarto puesto en el mundial de Sudáfrica, finalizando el certamen como la selección americana mejor ubicada en las posiciones finales. En cuanto a la Copa América, en el último torneo finalizó en la cuarta ubicación, por detrás de Brasil, Argentina y México.
Frente a los integrantes de su grupo, había tenido resultados favorables en la competición tanto frente a Chile, venciendo en 18 de 27 partidos, como contra Perú, contra el cual triunfó en 11 de 18 ocasiones. Sin embargo, en cuatro partidos disputados frente a México por Copa América, solamente consiguió empatar en dos oportunidades.

### Amistosos previos

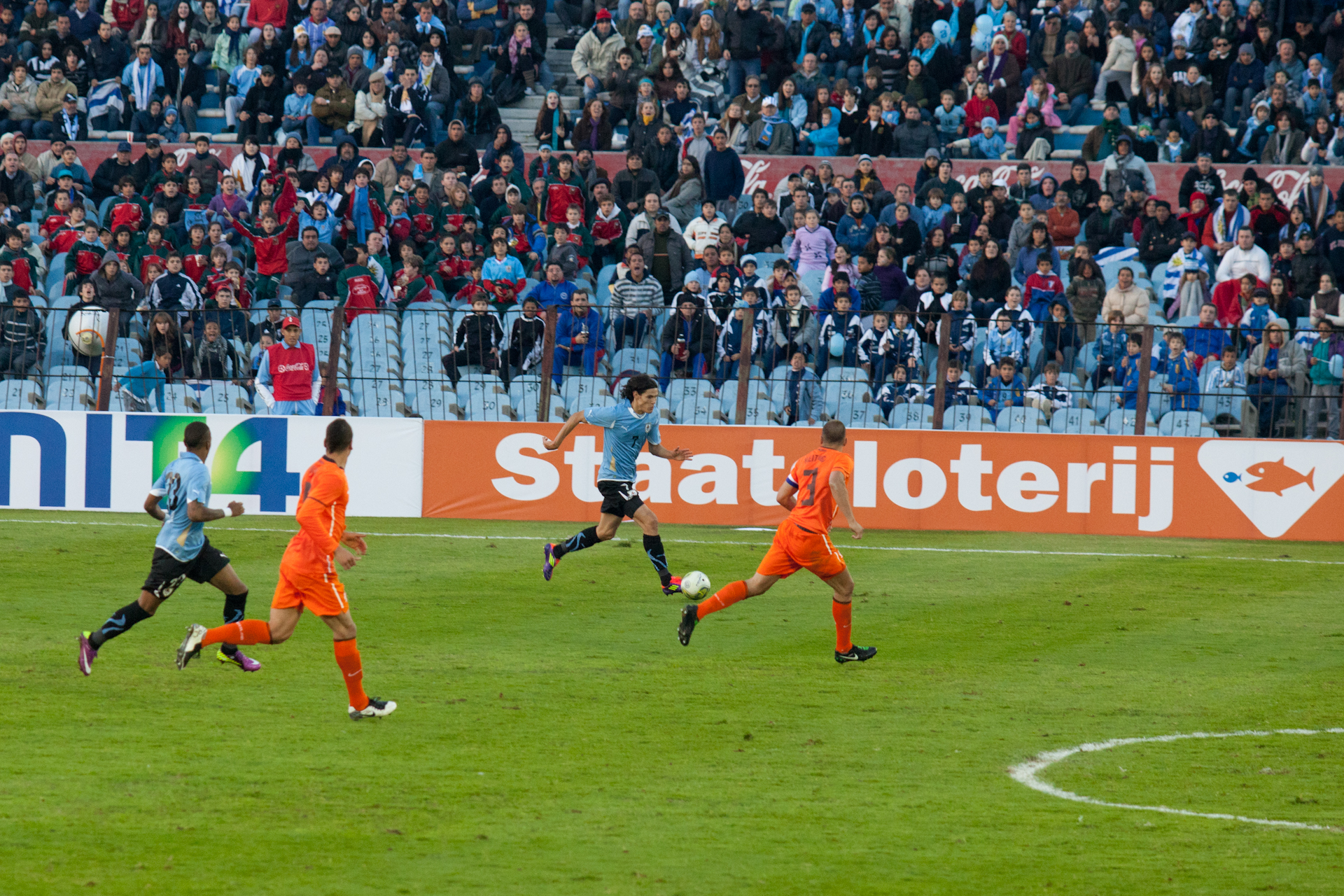
en un amistoso frente a los en el Centenario.

Luego del cuarto puesto en el mundial 2010, Uruguay disputó un partido amistoso frente a Angola, en el que venció por dos tantos contra cero, con goles de Edinson Cavani de penal y de Abel Hernández, quien disputaba su primer partido con la selección mayor.
En octubre jugó dos partidos en Asia, frente a Indonesia y China, convirtiendo once goles entre los dos encuentros. El primer partido de la corta gira comenzó con Indonesia arriba en el marcador, pero Uruguay revertiría la situación con tres goles de Cavani, otros tres de Luis Suárez y uno de Sebastián Eguren para completar el 7-1 final. Después de empatar en cero durante el primer tiempo con China, un gol en contra, provocado por un taco en el área de Suárez, abrió el marcador y le siguieron goles de Cavani, Sebastián Fernández y Cristian Rodríguez para finalizar el partido 4-0.
El 17 de noviembre de 2010 sufriría su primera derrota en estos amistosos, luego de caer frente a Chile por 2-0, producto de dos errores del golero, Muslera y volvería a perder el 25 de marzo frente a Estonia en Tallin por 2-0. Sin embargo, volvería al triunfo el 29 de marzo cuando venció a Irlanda, en Dublín, por 3-2 con un gol de Diego Lugano y nuevas anotaciones de Cavani y Abel Hernández. Perdió luego el 29 de mayo frente a Alemania en Sinsheim por 2-1 con anotación de Walter Gargano y el 8 de junio empató 1-1 con Países Bajos en Montevideo con gol de Suárez. Como último partido antes del torneo, jugó nuevamente frente a Estonia el 23 de junio en Rivera, venciendo por 3-0.

### Partidos
| 11 de agosto de 2010 | Angola | 0:2 (0:0)                | Uruguay                           | Estádio do Restelo, Lisboa                                        |                                                                   |
|                      |        | es.Soccerway.com Reporte | Cavani 83' (pen.) · Hernández 90' | Asistencia: 1.000 espectadores Árbitro(s): Hugo Miguel (Portugal) | Asistencia: 1.000 espectadores Árbitro(s): Hugo Miguel (Portugal) |

| 8 de octubre de 2010 | Indonesia   | 1:7 (1:2)                | Uruguay                                                     | Estadio Bung Karno, Yakarta      |                                  |
|                      | Salossa 17' | es.Soccerway.com Reporte | Cavani 35' 80' 83' · Suárez 43' 54' 69' (pen.) · Eguren 58' | Árbitro(s): Abas Daud (Singapur) | Árbitro(s): Abas Daud (Singapur) |

| 12 de octubre de 2010 | China | 0:4 (0:0)                | Uruguay                                                      | Estadio Tianhe, Wuhan                                                    |                                                                          |
|                       |       | es.Soccerway.com Reporte | Feng 70' (a.g.) · Cavani 79' · Rodríguez 82' · Fernández 85' | Asistencia: 15.000 espectadores Árbitro(s): Dong-Jun Lee (Corea del Sur) | Asistencia: 15.000 espectadores Árbitro(s): Dong-Jun Lee (Corea del Sur) |

| 12 de noviembre de 2010 | Chile                   | 2:0 (1:0)                | Uruguay | Estadio Monumental, Santiago                                         |                                                                      |
|                         | Sánchez 38' · Vidal 75' | es.Soccerway.com Reporte |         | Asistencia: 45.017 espectadores Árbitro(s): Carlos Torres (Paraguay) | Asistencia: 45.017 espectadores Árbitro(s): Carlos Torres (Paraguay) |

| 25 de marzo de 2011 | Estonia                       | 2:0 (0:0)                | Uruguay | A. Le Coq Arena, Tallin                                              |                                                                      |
|                     | Vassiljev 61' · Zahovaiko 65' | es.Soccerway.com Reporte |         | Asistencia: 8.000 espectadores Árbitro(s): Antti Munnuka (Finlandia) | Asistencia: 8.000 espectadores Árbitro(s): Antti Munnuka (Finlandia) |

| 29 de marzo de 2011 | Irlanda                     | 2:3 (1:3)                | Uruguay                                 | Estadio Aviva, Dublín                                              |                                                                    |
|                     | Long 15' · Fahey 48' (pen.) | es.Soccerway.com Reporte | Lugano 12' · Cavani 22' · Hernández 39' | Asistencia: 25.611 espectadores Árbitro(s): Saïd Ennjimi (Francia) | Asistencia: 25.611 espectadores Árbitro(s): Saïd Ennjimi (Francia) |

| 29 de mayo de 2011 | Alemania                 | 2:1 (2:0)                | Uruguay     | Rhein-Neckar-Arena, Sinsheim                                                |                                                                             |
|                    | Gómez 21' · Schürrle 36' | es.Soccerway.com Reporte | Gargano 49' | Asistencia: 25.655 espectadores Árbitro(s): Olegário Benquerença (Portugal) | Asistencia: 25.655 espectadores Árbitro(s): Olegário Benquerença (Portugal) |

| 8 de junio de 2011 | Uruguay    | 1:1 (1:0)                | Países Bajos | Estadio Centenario, Montevideo                                        |                                                                       |
|                    | Suárez 36' | es.Soccerway.com Reporte | Kuyt 90+1'   | Asistencia: 50.000 espectadores Árbitro(s): Néstor Pitana (Argentina) | Asistencia: 50.000 espectadores Árbitro(s): Néstor Pitana (Argentina) |

| 23 de junio de 2011 | Uruguay                                        | 3:0 (1:0)                | Estonia | Estadio Atilio Paiva Olivera, Rivera                                 |                                                                      |
|                     | Cáceres 12' · Reintam 54' (a.g.) · Lodeiro 71' | es.Soccerway.com Reporte |         | Asistencia: 30.000 espectadores Árbitro(s): Saúl Laverni (Argentina) | Asistencia: 30.000 espectadores Árbitro(s): Saúl Laverni (Argentina) |

#### Goleadores
| Jugador             | Goles | Partidos |
| ------------------- | ----- | -------- |
| Edinson Cavani      | 6     | 8        |
| Luis Suárez         | 4     | 6        |
| Abel Hernández      | 2     | 5        |
| Nicolás Lodeiro     | 1     | 2        |
| Sebastián Fernández | 2     | 4        |
| Cristian Rodríguez  | 1     | 4        |
| Sebastián Eguren    | 1     | 8        |
| Diego Lugano        | 1     | 9        |

## Jugadores

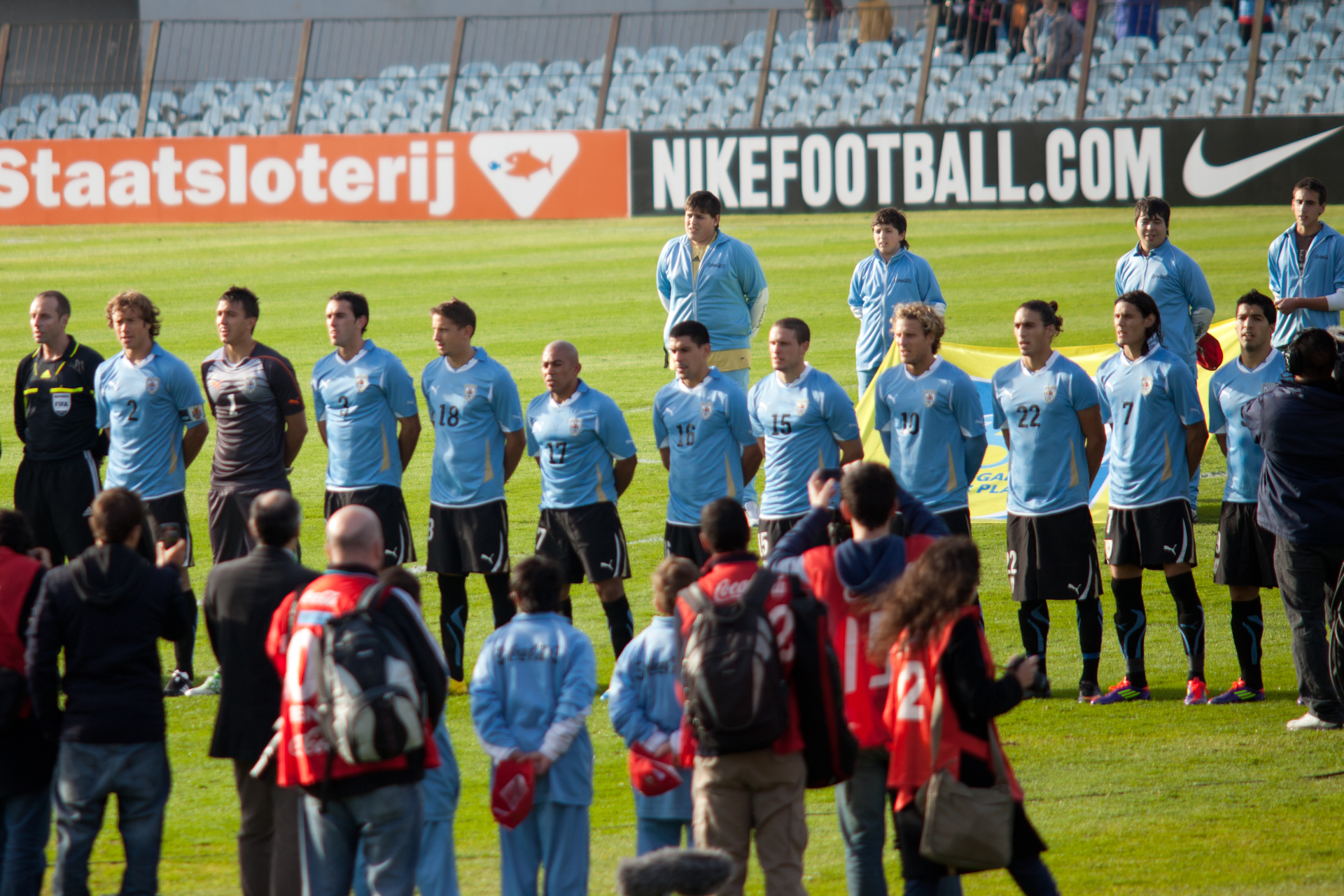
Jugadores de Uruguay durante los himnos nacionales.

| #  | Nombre                   | Posición      | Edad | PJ Sel | Club               |
| -- | ------------------------ | ------------- | ---- | ------ | ------------------ |
| 1  | Fernando Muslera         | Portero       | 25   | 20     | Lazio              |
| 2  | Diego Lugano             | Defensa       | 30   | 57     | Fenerbahçe         |
| 3  | Diego Godín              | Defensa       | 25   | 46     | Atlético de Madrid |
| 4  | Sebastián Coates         | Defensa       | 20   | 1      | Nacional           |
| 5  | Walter Gargano           | Mediocampista | 26   | 38     | Napoli             |
| 6  | Mauricio Victorino       | Defensa       | 28   | 16     | Cruzeiro           |
| 7  | Cristian Rodríguez       | Mediocampista | 25   | 40     | Porto              |
| 8  | Sebastián Eguren         | Mediocampista | 30   | 37     | Sporting de Gijón  |
| 9  | Luis Suárez              | Delantero     | 24   | 42     | Liverpool          |
| 10 | Diego Forlán             | Delantero     | 32   | 76     | Atlético de Madrid |
| 11 | Álvaro Pereira           | Mediocampista | 25   | 28     | Porto              |
| 12 | Juan Castillo            | Portero       | 33   | 13     | Colo-Colo          |
| 13 | Sebastián Abreu          | Delantero     | 34   | 65     | Botafogo           |
| 14 | Nicolás Lodeiro          | Mediocampista | 22   | 9      | Ajax               |
| 15 | Diego Pérez              | Mediocampista | 31   | 64     | Bologna            |
| 16 | Maximiliano Pereira      | Defensa       | 27   | 53     | Benfica            |
| 17 | Egidio Arévalo Ríos      | Mediocampista | 29   | 20     | Botafogo           |
| 18 | Abel Hernández           | Delantero     | 20   | 5      | Palermo            |
| 19 | Andrés Scotti            | Defensa       | 35   | 33     | Colo-Colo          |
| 20 | Álvaro González          | Mediocampista | 26   | 13     | Lazio              |
| 21 | Edinson Cavani           | Delantero     | 24   | 28     | Napoli             |
| 22 | Martín Cáceres           | Defensa       | 24   | 28     | Sevilla            |
| 23 | Martín Silva             | Portero       | 28   | 1      | Defensor Sporting  |
| -  | Óscar Washington Tabárez | D. T.         | 64   |        |                    |

## Participación
- Los horarios son correspondientes a la hora local argentina (UTC-3).

### Partidos
| Fecha       | Lugar        | Instancia        |           |                      | Resultado               |                     |          |
| ----------- | ------------ | ---------------- | --------- | -------------------- | ----------------------- | ------------------- | -------- |
| 4 de julio  | San Juan     | Fase de grupos   | Uruguay   | Bandera de Uruguay   | 1:1 (1:1)               | Bandera de Perú     | Perú     |
| 8 de julio  | Mendoza      | Fase de grupos   | Uruguay   | Bandera de Uruguay   | 1:1 (0:0)               | Bandera de Chile    | Chile    |
| 12 de julio | La Plata     | Fase de grupos   | Uruguay   | Bandera de Uruguay   | 1:0 (1:0)               | Bandera de México   | México   |
| 16 de julio | Santa Fe     | Cuartos de final | Argentina | Bandera de Argentina | 1:1 (1:1, 1:1) (4:5 p.) | Bandera de Uruguay  | Uruguay  |
| 19 de julio | La Plata     | Semifinales      | Perú      | Bandera de Perú      | 0:2 (0:0)               | Bandera de Uruguay  | Uruguay  |
| 24 de julio | Buenos Aires | Final            | Uruguay   | Bandera de Uruguay   | 3:0 (2:0)               | Bandera de Paraguay | Paraguay |

### Fase de grupos - Grupo C
| Selección | Pts | PJ | PG | PE | PP | GF | GC | Dif |
| --------- | --- | -- | -- | -- | -- | -- | -- | --- |
| Chile     | 7   | 3  | 2  | 1  | 0  | 4  | 2  | 2   |
| Uruguay   | 5   | 3  | 1  | 2  | 0  | 3  | 2  | 1   |
| Perú      | 4   | 3  | 1  | 1  | 1  | 2  | 2  | 0   |
| México    | 0   | 3  | 0  | 0  | 3  | 1  | 4  | −3  |

|  | Clasificados a los cuartos de final.                    |
|  | Clasificados a los cuartos de final como mejor tercero. |

#### Uruguay vs. Perú
| 1     | POR   | Fernando Muslera         |     |
| 16    | DEF   | Maximiliano Pereira      |     |
| 2     | DEF   | Diego Lugano             |     |
| 6     | DEF   | Mauricio Victorino       |     |
| 22    | DEF   | Martín Cáceres           |     |
| 15    | MED   | Diego Pérez              |     |
| 17    | MED   | Egidio Arévalo Ríos      |     |
| 14    | MED   | Nicolás Lodeiro          | 78' |
| 10    | DEL   | Diego Forlán             |     |
| 9     | DEL   | Luis Suárez              |     |
| 21    | DEL   | Edinson Cavani           | 78' |
| D. T. | D. T. | Óscar Washington Tabárez |     |

| 1     | POR   | Raúl Fernández    |       |
| 13    | DEF   | Renzo Revoredo    |       |
| 3     | DEF   | Santiago Acasiete |       |
| 2     | DEF   | Alberto Rodríguez |       |
| 4     | DEF   | Walter Vílchez    |       |
| 5     | MED   | Adán Balbín       |       |
| 10    | MED   | Rinaldo Cruzado   |       |
| 8     | MED   | Michael Guevara   | 57'   |
| 19    | MED   | Yoshimar Yotún    | 59'   |
| 16    | MED   | Luis Advíncula    | 90+1' |
| 9     | DEL   | Paolo Guerrero    |       |
| D. T. | D. T. | Sergio Markarián  |       |

| 18 | DEL | Abel Hernández     | 78' |
| 7  | MED | Cristian Rodríguez | 78' |

| 11 | MED | Carlos Lobatón   | 57'   |
| 6  | MED | Juan Vargas      | 59'   |
| 18 | MED | Willian Chiroque | 90+1' |

| Anotado | 45' | Luis Suárez | 1-1 |

| Anotado | 23' | Paolo Guerrero | 0-1 |

| Amonestado | 81' | Martín Cáceres |

| Amonestado | 24' | Paolo Guerrero    |
| Amonestado | 50' | Santiago Acasiete |
| Amonestado | 81' | Rinaldo Cruzado   |
| Amonestado | 83' | Juan Vargas       |

| Árbitro             | Wilmar Roldán    |
| Árbitros asistentes | Humberto Clavijo |
| Árbitros asistentes | Hernán Maidana   |
| Cuarto árbitro      | Salvio Fagundes  |

| 1     | POR   | Fernando Muslera         |     |
| 16    | DEF   | Maximiliano Pereira      |     |
| 2     | DEF   | Diego Lugano             |     |
| 6     | DEF   | Mauricio Victorino       |     |
| 22    | DEF   | Martín Cáceres           |     |
| 15    | MED   | Diego Pérez              |     |
| 17    | MED   | Egidio Arévalo Ríos      |     |
| 14    | MED   | Nicolás Lodeiro          | 78' |
| 10    | DEL   | Diego Forlán             |     |
| 9     | DEL   | Luis Suárez              |     |
| 21    | DEL   | Edinson Cavani           | 78' |
| D. T. | D. T. | Óscar Washington Tabárez |     |

| 1     | POR   | Raúl Fernández    |       |
| 13    | DEF   | Renzo Revoredo    |       |
| 3     | DEF   | Santiago Acasiete |       |
| 2     | DEF   | Alberto Rodríguez |       |
| 4     | DEF   | Walter Vílchez    |       |
| 5     | MED   | Adán Balbín       |       |
| 10    | MED   | Rinaldo Cruzado   |       |
| 8     | MED   | Michael Guevara   | 57'   |
| 19    | MED   | Yoshimar Yotún    | 59'   |
| 16    | MED   | Luis Advíncula    | 90+1' |
| 9     | DEL   | Paolo Guerrero    |       |
| D. T. | D. T. | Sergio Markarián  |       |

| 18 | DEL | Abel Hernández     | 78' |
| 7  | MED | Cristian Rodríguez | 78' |

| 11 | MED | Carlos Lobatón   | 57'   |
| 6  | MED | Juan Vargas      | 59'   |
| 18 | MED | Willian Chiroque | 90+1' |

| Anotado | 45' | Luis Suárez | 1-1 |

| Anotado | 23' | Paolo Guerrero | 0-1 |

| Amonestado | 81' | Martín Cáceres |

| Amonestado | 24' | Paolo Guerrero    |
| Amonestado | 50' | Santiago Acasiete |
| Amonestado | 81' | Rinaldo Cruzado   |
| Amonestado | 83' | Juan Vargas       |

| Árbitro             | Wilmar Roldán    |
| Árbitros asistentes | Humberto Clavijo |
| Árbitros asistentes | Hernán Maidana   |
| Cuarto árbitro      | Salvio Fagundes  |

| Estadísticas      | Bandera de Uruguay | Bandera de Perú |
| Tiros             | 7                  | 8               |
| Tiros a puerta    | 3                  | 3               |
| Faltas            | 12                 | 20              |
| Saques de esquina | 10                 | 3               |
| Penales           | 0                  | 0               |
| Fueras de juego   | 2                  | 0               |

#### Uruguay vs. Chile
| 1     | POR   | Fernando Muslera         |     |
| 16    | DEF   | Maximiliano Pereira      | 79' |
| 2     | DEF   | Diego Lugano             |     |
| 4     | DEF   | Sebastián Coates         |     |
| 22    | DEF   | Martín Cáceres           |     |
| 15    | MED   | Diego Pérez              |     |
| 17    | MED   | Egidio Arévalo Ríos      | 85' |
| 11    | MED   | Álvaro Pereira           |     |
| 21    | DEL   | Edinson Cavani           | 46' |
| 10    | DEL   | Diego Forlán             |     |
| 9     | DEL   | Luis Suárez              |     |
| D. T. | D. T. | Óscar Washington Tabárez |     |

| 1     | POR   | Claudio Bravo   |     |
| 3     | DEF   | Waldo Ponce     |     |
| 5     | DEF   | Pablo Contreras |     |
| 18    | DEF   | Gonzalo Jara    | 60' |
| 4     | MED   | Mauricio Isla   |     |
| 17    | MED   | Gary Medel      |     |
| 8     | MED   | Arturo Vidal    |     |
| 11    | MED   | Luis Jiménez    |     |
| 15    | DEL   | Jean Beausejour | 73' |
| 9     | DEL   | Humberto Suazo  | 73' |
| 7     | DEL   | Alexis Sánchez  |     |
| D. T. | D. T. | Claudio Borghi  |     |

| 20 | MED | Álvaro González  | 46' |
| 14 | MED | Nicolás Lodeiro  | 79' |
| 8  | MED | Sebastián Eguren | 85' |

| 10 | MED | Jorge Valdivia  | 60' |
| 6  | MED | Carlos Carmona  | 73' |
| 22 | DEL | Esteban Paredes | 73' |

| Anotado | 53' | Álvaro Pereira | 1-0 |

| Anotado | 64' | Alexis Sánchez | 1-1 |

| Amonestado | 11' | Álvaro Pereira   |
| Amonestado | 37' | Luis Suárez      |
| Amonestado | 49' | Martín Cáceres   |
| Amonestado | 83' | Álvaro González  |
| Amonestado | 86' | Sebastián Coates |

| Amonestado | 23' | Pablo Contreras |
| Amonestado | 37' | Gonzalo Jara    |
| Amonestado | 57' | Alexis Sánchez  |
| Amonestado | 70' | Arturo Vidal    |

| Árbitro             | Carlos Amarilla |
| Árbitros asistentes | Nicolás Yegros  |
| Árbitros asistentes | Efraín Castro   |
| Cuarto árbitro      | Raúl Orosco     |

| 1     | POR   | Fernando Muslera         |     |
| 16    | DEF   | Maximiliano Pereira      | 79' |
| 2     | DEF   | Diego Lugano             |     |
| 4     | DEF   | Sebastián Coates         |     |
| 22    | DEF   | Martín Cáceres           |     |
| 15    | MED   | Diego Pérez              |     |
| 17    | MED   | Egidio Arévalo Ríos      | 85' |
| 11    | MED   | Álvaro Pereira           |     |
| 21    | DEL   | Edinson Cavani           | 46' |
| 10    | DEL   | Diego Forlán             |     |
| 9     | DEL   | Luis Suárez              |     |
| D. T. | D. T. | Óscar Washington Tabárez |     |

| 1     | POR   | Claudio Bravo   |     |
| 3     | DEF   | Waldo Ponce     |     |
| 5     | DEF   | Pablo Contreras |     |
| 18    | DEF   | Gonzalo Jara    | 60' |
| 4     | MED   | Mauricio Isla   |     |
| 17    | MED   | Gary Medel      |     |
| 8     | MED   | Arturo Vidal    |     |
| 11    | MED   | Luis Jiménez    |     |
| 15    | DEL   | Jean Beausejour | 73' |
| 9     | DEL   | Humberto Suazo  | 73' |
| 7     | DEL   | Alexis Sánchez  |     |
| D. T. | D. T. | Claudio Borghi  |     |

| 20 | MED | Álvaro González  | 46' |
| 14 | MED | Nicolás Lodeiro  | 79' |
| 8  | MED | Sebastián Eguren | 85' |

| 10 | MED | Jorge Valdivia  | 60' |
| 6  | MED | Carlos Carmona  | 73' |
| 22 | DEL | Esteban Paredes | 73' |

| Anotado | 53' | Álvaro Pereira | 1-0 |

| Anotado | 64' | Alexis Sánchez | 1-1 |

| Amonestado | 11' | Álvaro Pereira   |
| Amonestado | 37' | Luis Suárez      |
| Amonestado | 49' | Martín Cáceres   |
| Amonestado | 83' | Álvaro González  |
| Amonestado | 86' | Sebastián Coates |

| Amonestado | 23' | Pablo Contreras |
| Amonestado | 37' | Gonzalo Jara    |
| Amonestado | 57' | Alexis Sánchez  |
| Amonestado | 70' | Arturo Vidal    |

| Árbitro             | Carlos Amarilla |
| Árbitros asistentes | Nicolás Yegros  |
| Árbitros asistentes | Efraín Castro   |
| Cuarto árbitro      | Raúl Orosco     |

| Estadísticas      | Bandera de Uruguay | Bandera de Chile |
| Tiros             | 6                  | 13               |
| Tiros a puerta    | 1                  | 3                |
| Faltas            | 12                 | 9                |
| Saques de esquina | 3                  | 5                |
| Penales           | 0                  | 0                |
| Fueras de juego   | 0                  | 0                |

#### Uruguay vs. México
| 1     | POR   | Fernando Muslera         |     |
| 16    | DEF   | Maximiliano Pereira      |     |
| 2     | DEF   | Diego Lugano             |     |
| 4     | DEF   | Sebastián Coates         |     |
| 11    | DEF   | Álvaro Pereira           |     |
| 20    | MED   | Álvaro González          | 68' |
| 15    | MED   | Diego Pérez              |     |
| 17    | MED   | Egidio Arévalo Ríos      |     |
| 7     | MED   | Cristian Rodríguez       | 83' |
| 10    | DEL   | Diego Forlán             | 89' |
| 9     | DEL   | Luis Suárez              |     |
| D. T. | D. T. | Óscar Washington Tabárez |     |

| 1     | POR   | Luis Michel         |     |
| 22    | DEF   | Paul Aguilar        | 46' |
| 21    | DEF   | Hiram Mier          |     |
| 19    | DEF   | Héctor Reynoso      |     |
| 5     | DEF   | Darvin Chávez       |     |
| 14    | MED   | Nestor Araújo       |     |
| 15    | MED   | Jorge Enriquez      |     |
| 23    | MED   | Diego Reyes         |     |
| 16    | MED   | Miguel Ángel Ponce  | 70' |
| 10    | DEL   | Giovanni dos Santos | 46' |
| 9     | DEL   | Rafael Márquez      |     |
| D. T. | D. T. | Luis Fernando Tena  |     |

| 14 | DEL | Nicolás Lodeiro  | 68' |
| 8  | MED | Sebastián Eguren | 83' |
| 13 | DEL | Sebastián Abreu  | 89' |

| 18 | DEL | Oribe Peralta | 46' |
| 11 | DEL | Javier Aquino | 46' |
| 17 | MED | Edgar Pacheco | 70' |

| Anotado | 14' | Álvaro Pereira | 1-0 |

| Amonestado | 90+1' | Sebastián Coates |

| Amonestado | 40' | Paul Aguilar   |
| Amonestado | 54' | Héctor Reynoso |
| Amonestado | 63' | Hiram Mier     |
| Amonestado | 80' | Rafael Márquez |

| Árbitro             | Raúl Orosco   |
| Árbitros asistentes | Efraín Castro |
| Árbitros asistentes | Luis Alvarado |
| Cuarto árbitro      | Carlos Vera   |

| 1     | POR   | Fernando Muslera         |     |
| 16    | DEF   | Maximiliano Pereira      |     |
| 2     | DEF   | Diego Lugano             |     |
| 4     | DEF   | Sebastián Coates         |     |
| 11    | DEF   | Álvaro Pereira           |     |
| 20    | MED   | Álvaro González          | 68' |
| 15    | MED   | Diego Pérez              |     |
| 17    | MED   | Egidio Arévalo Ríos      |     |
| 7     | MED   | Cristian Rodríguez       | 83' |
| 10    | DEL   | Diego Forlán             | 89' |
| 9     | DEL   | Luis Suárez              |     |
| D. T. | D. T. | Óscar Washington Tabárez |     |

| 1     | POR   | Luis Michel         |     |
| 22    | DEF   | Paul Aguilar        | 46' |
| 21    | DEF   | Hiram Mier          |     |
| 19    | DEF   | Héctor Reynoso      |     |
| 5     | DEF   | Darvin Chávez       |     |
| 14    | MED   | Nestor Araújo       |     |
| 15    | MED   | Jorge Enriquez      |     |
| 23    | MED   | Diego Reyes         |     |
| 16    | MED   | Miguel Ángel Ponce  | 70' |
| 10    | DEL   | Giovanni dos Santos | 46' |
| 9     | DEL   | Rafael Márquez      |     |
| D. T. | D. T. | Luis Fernando Tena  |     |

| 14 | DEL | Nicolás Lodeiro  | 68' |
| 8  | MED | Sebastián Eguren | 83' |
| 13 | DEL | Sebastián Abreu  | 89' |

| 18 | DEL | Oribe Peralta | 46' |
| 11 | DEL | Javier Aquino | 46' |
| 17 | MED | Edgar Pacheco | 70' |

| Anotado | 14' | Álvaro Pereira | 1-0 |

| Amonestado | 90+1' | Sebastián Coates |

| Amonestado | 40' | Paul Aguilar   |
| Amonestado | 54' | Héctor Reynoso |
| Amonestado | 63' | Hiram Mier     |
| Amonestado | 80' | Rafael Márquez |

| Árbitro             | Raúl Orosco   |
| Árbitros asistentes | Efraín Castro |
| Árbitros asistentes | Luis Alvarado |
| Cuarto árbitro      | Carlos Vera   |

| Estadísticas      | Bandera de Uruguay | Bandera de México |
| Tiros             | 13                 | 1                 |
| Tiros a puerta    | 4                  | 1                 |
| Faltas            | 24                 | 21                |
| Saques de esquina | 7                  | 4                 |
| Penales           | 0                  | 0                 |
| Fueras de juego   | 3                  | 1                 |

### Cuartos de final

#### Argentina vs. Uruguay
| 16 de julio   | Argentina                                    | 1:1 (1:1, 1:1) (t. s.)(4:5 p.) | Uruguay                                      | Estadio Brigadier Estanislao López, Santa Fe                         |                                                                      |
| 19:45 (UTC-3) | Higuaín 17'                                  | Reporte                        | Pérez 5'                                     | Asistencia: Sin datos sobre espectadores Árbitro(s): Carlos Amarilla | Asistencia: Sin datos sobre espectadores Árbitro(s): Carlos Amarilla |
|               |                                              | Tiros desde el punto penal     |                                              |                                                                      |                                                                      |
|               | Messi · Burdisso · Tévez · Pastore · Higuaín |                                | Forlán · Suárez · Scotti · Gargano · Cáceres |                                                                      |                                                                      |

| 23         | Guardameta     | Sergio Romero     |     |
| 3          | Defensa        | Pablo Zabaleta    |     |
| 4          | Defensa        | Nicolás Burdisso  |     |
| 6          | Defensa        | Gabriel Milito    |     |
| 8          | Defensa        | Javier Zanetti    |     |
| 7          | Centrocampista | Ángel Di María    | 72' |
| 14         | Centrocampista | Javier Mascherano |     |
| 20         | Centrocampista | Fernando Gago     | 96' |
| 9          | Delantero      | Gonzalo Higuaín   |     |
| 10         | Delantero      | Lionel Messi      |     |
| 16         | Delantero      | Sergio Agüero     | 83' |
| Entrenador | Entrenador     | Sergio Batista    |     |

| 1          | Guardameta     | Fernando Muslera         |      |
| 2          | Defensa        | Diego Lugano             |      |
| 6          | Defensa        | Mauricio Victorino       | 19'  |
| 16         | Defensa        | Maximiliano Pereira      |      |
| 22         | Defensa        | Martín Cáceres           |      |
| 11         | Centrocampista | Álvaro Pereira           | 109' |
| 15         | Centrocampista | Diego Pérez              |      |
| 17         | Centrocampista | Egidio Arévalo Ríos      | 109' |
| 20         | Centrocampista | Álvaro González          |      |
| 9          | Delantero      | Luis Suárez              |      |
| 10         | Delantero      | Diego Forlán             |      |
| Entrenador | Entrenador     | Óscar Washington Tabárez |      |

| 18 | Centrocampista | Javier Pastore | 72' |
| 11 | Delantero      | Carlos Tévez   | 83' |
| 15 | Centrocampista | Lucas Biglia   | 96' |

| 19 | Defensa        | Andrés Scotti    | 19'  |
| 5  | Centrocampista | Walter Gargano   | 109' |
| 8  | Centrocampista | Sebastián Eguren | 109' |

| Anotado | 17' | Gonzalo Higuaín | 1:1 |

| Anotado | 5' | Diego Pérez | 0:1 |

| Lionel Messi     | Acierto de penal         | 1:0 |                  |                |
|                  |                          | 1:1 | Acierto de penal | Diego Forlán   |
| Nicolás Burdisso | Acierto de penal         | 2:1 |                  |                |
|                  |                          | 2:2 | Acierto de penal | Luis Suárez    |
| Carlos Tévez     | Fallo de penal (atajado) | 2:2 |                  |                |
|                  |                          | 2:3 | Acierto de penal | Andrés Scotti  |
| Javier Pastore   | Acierto de penal         | 3:3 |                  |                |
|                  |                          | 3:4 | Acierto de penal | Walter Gargano |
| Gonzalo Higuaín  | Acierto de penal         | 4:4 |                  |                |
|                  |                          | 4:5 | Acierto de penal | Martín Cáceres |

| Amonestado           | 8'   | Pablo Zabaleta    |
| Amonestado           | 50'  | Javier Mascherano |
| Amonestado           | 70'  | Gabriel Milito    |
| Amonestado           | 72'  | Nicolás Burdisso  |
| Otorgado · Expulsado | 86'  | Javier Mascherano |
| Amonestado           | 92'  | Fernando Gago     |
| Amonestado           | 118' | Carlos Tévez      |

| Amonestado           | 2'  | Diego Pérez     |
| Amonestado           | 31' | Martín Cáceres  |
| Amonestado           | 32' | Álvaro González |
| Otorgado · Expulsado | 38' | Diego Pérez     |

| Árbitro             | Carlos Amarilla |
| Árbitros asistentes | Nicolás Yegros  |
| Árbitros asistentes | Luis Sánchez    |
| Cuarto árbitro      | Juan Soto       |

| 23         | Guardameta     | Sergio Romero     |     |
| 3          | Defensa        | Pablo Zabaleta    |     |
| 4          | Defensa        | Nicolás Burdisso  |     |
| 6          | Defensa        | Gabriel Milito    |     |
| 8          | Defensa        | Javier Zanetti    |     |
| 7          | Centrocampista | Ángel Di María    | 72' |
| 14         | Centrocampista | Javier Mascherano |     |
| 20         | Centrocampista | Fernando Gago     | 96' |
| 9          | Delantero      | Gonzalo Higuaín   |     |
| 10         | Delantero      | Lionel Messi      |     |
| 16         | Delantero      | Sergio Agüero     | 83' |
| Entrenador | Entrenador     | Sergio Batista    |     |

| 1          | Guardameta     | Fernando Muslera         |      |
| 2          | Defensa        | Diego Lugano             |      |
| 6          | Defensa        | Mauricio Victorino       | 19'  |
| 16         | Defensa        | Maximiliano Pereira      |      |
| 22         | Defensa        | Martín Cáceres           |      |
| 11         | Centrocampista | Álvaro Pereira           | 109' |
| 15         | Centrocampista | Diego Pérez              |      |
| 17         | Centrocampista | Egidio Arévalo Ríos      | 109' |
| 20         | Centrocampista | Álvaro González          |      |
| 9          | Delantero      | Luis Suárez              |      |
| 10         | Delantero      | Diego Forlán             |      |
| Entrenador | Entrenador     | Óscar Washington Tabárez |      |

| 18 | Centrocampista | Javier Pastore | 72' |
| 11 | Delantero      | Carlos Tévez   | 83' |
| 15 | Centrocampista | Lucas Biglia   | 96' |

| 19 | Defensa        | Andrés Scotti    | 19'  |
| 5  | Centrocampista | Walter Gargano   | 109' |
| 8  | Centrocampista | Sebastián Eguren | 109' |

| Anotado | 17' | Gonzalo Higuaín | 1:1 |

| Anotado | 5' | Diego Pérez | 0:1 |

| Lionel Messi     | Acierto de penal         | 1:0 |                  |                |
|                  |                          | 1:1 | Acierto de penal | Diego Forlán   |
| Nicolás Burdisso | Acierto de penal         | 2:1 |                  |                |
|                  |                          | 2:2 | Acierto de penal | Luis Suárez    |
| Carlos Tévez     | Fallo de penal (atajado) | 2:2 |                  |                |
|                  |                          | 2:3 | Acierto de penal | Andrés Scotti  |
| Javier Pastore   | Acierto de penal         | 3:3 |                  |                |
|                  |                          | 3:4 | Acierto de penal | Walter Gargano |
| Gonzalo Higuaín  | Acierto de penal         | 4:4 |                  |                |
|                  |                          | 4:5 | Acierto de penal | Martín Cáceres |

| Amonestado           | 8'   | Pablo Zabaleta    |
| Amonestado           | 50'  | Javier Mascherano |
| Amonestado           | 70'  | Gabriel Milito    |
| Amonestado           | 72'  | Nicolás Burdisso  |
| Otorgado · Expulsado | 86'  | Javier Mascherano |
| Amonestado           | 92'  | Fernando Gago     |
| Amonestado           | 118' | Carlos Tévez      |

| Amonestado           | 2'  | Diego Pérez     |
| Amonestado           | 31' | Martín Cáceres  |
| Amonestado           | 32' | Álvaro González |
| Otorgado · Expulsado | 38' | Diego Pérez     |

| Árbitro             | Carlos Amarilla |
| Árbitros asistentes | Nicolás Yegros  |
| Árbitros asistentes | Luis Sánchez    |
| Cuarto árbitro      | Juan Soto       |

| Estadísticas      | Bandera de Argentina | Bandera de Uruguay |
| Tiros             | 21                   | 13                 |
| Tiros a puerta    | 9                    | 5                  |
| Faltas            | 24                   | 28                 |
| Saques de esquina | 6                    | 4                  |
| Penaltis          | 0                    | 0                  |
| Fueras de juego   | 3                    | 3                  |
| Posesión de balón |                      |                    |

### Semifinal

#### Perú vs. Uruguay
| 1     | POR   | Raúl Fernández    |     |
| 17    | DEF   | Giancarlo Carmona |     |
| 2     | DEF   | Alberto Rodríguez |     |
| 3     | DEF   | Santiago Acasiete |     |
| 4     | DEF   | Walter Vílchez    |     |
| 16    | MED   | Luis Advíncula    | 60' |
| 5     | MED   | Adán Balbín       | 90' |
| 10    | MED   | Rinaldo Cruzado   |     |
| 19    | MED   | Yoshimar Yotún    | 53' |
| 6     | MED   | Juan Vargas       |     |
| 9     | DEL   | Paolo Guerrero    |     |
| D. T. | D. T. | Sergio Markarián  |     |

| 1     | POR   | Fernando Muslera         |     |
| 16    | DEF   | Maximiliano Pereira      |     |
| 2     | DEF   | Diego Lugano             |     |
| 4     | DEF   | Sebastián Coates         |     |
| 22    | DEF   | Martín Cáceres           |     |
| 20    | MED   | Álvaro González          |     |
| 5     | MED   | Walter Gargano           | 70' |
| 17    | MED   | Egidio Arévalo Ríos      |     |
| 11    | MED   | Álvaro Pereira           |     |
| 10    | DEL   | Diego Forlán             |     |
| 9     | DEL   | Luis Suárez              | 70' |
| D. T. | D. T. | Óscar Washington Tabárez |     |

| 18 | MED | Willian Chiroque | 53' |
| 11 | MED | Carlos Lobatón   | 60' |
| 7  | MED | Josepmir Ballón  | 90' |

| 8  | MED | Sebastián Eguren | 70' |
| 18 | DEL | Abel Hernández   | 70' |

| Anotado | 52' | Luis Suárez |
| Anotado | 57' | Luis Suárez |

| Amonestado | 1'  | Yoshimar Yotún |
| Amonestado | 59' | Adán Balbín    |
| Amonestado | 74' | Carlos Lobatón |

| Amonestado | 12' | Luis Suárez    |
| Amonestado | 26' | Walter Gargano |
| Amonestado | 66' | Diego Lugano   |

| Expulsado | 68' | Juan Vargas |

| Árbitro             | Raúl Orosco       |
| Árbitros asistentes | Efraín Castro     |
| Árbitros asistentes | Marvin Torrentera |
| Cuarto árbitro      | Wilmar Roldán     |

| 1     | POR   | Raúl Fernández    |     |
| 17    | DEF   | Giancarlo Carmona |     |
| 2     | DEF   | Alberto Rodríguez |     |
| 3     | DEF   | Santiago Acasiete |     |
| 4     | DEF   | Walter Vílchez    |     |
| 16    | MED   | Luis Advíncula    | 60' |
| 5     | MED   | Adán Balbín       | 90' |
| 10    | MED   | Rinaldo Cruzado   |     |
| 19    | MED   | Yoshimar Yotún    | 53' |
| 6     | MED   | Juan Vargas       |     |
| 9     | DEL   | Paolo Guerrero    |     |
| D. T. | D. T. | Sergio Markarián  |     |

| 1     | POR   | Fernando Muslera         |     |
| 16    | DEF   | Maximiliano Pereira      |     |
| 2     | DEF   | Diego Lugano             |     |
| 4     | DEF   | Sebastián Coates         |     |
| 22    | DEF   | Martín Cáceres           |     |
| 20    | MED   | Álvaro González          |     |
| 5     | MED   | Walter Gargano           | 70' |
| 17    | MED   | Egidio Arévalo Ríos      |     |
| 11    | MED   | Álvaro Pereira           |     |
| 10    | DEL   | Diego Forlán             |     |
| 9     | DEL   | Luis Suárez              | 70' |
| D. T. | D. T. | Óscar Washington Tabárez |     |

| 18 | MED | Willian Chiroque | 53' |
| 11 | MED | Carlos Lobatón   | 60' |
| 7  | MED | Josepmir Ballón  | 90' |

| 8  | MED | Sebastián Eguren | 70' |
| 18 | DEL | Abel Hernández   | 70' |

| Anotado | 52' | Luis Suárez |
| Anotado | 57' | Luis Suárez |

| Amonestado | 1'  | Yoshimar Yotún |
| Amonestado | 59' | Adán Balbín    |
| Amonestado | 74' | Carlos Lobatón |

| Amonestado | 12' | Luis Suárez    |
| Amonestado | 26' | Walter Gargano |
| Amonestado | 66' | Diego Lugano   |

| Expulsado | 68' | Juan Vargas |

| Árbitro             | Raúl Orosco       |
| Árbitros asistentes | Efraín Castro     |
| Árbitros asistentes | Marvin Torrentera |
| Cuarto árbitro      | Wilmar Roldán     |

| Estadísticas      | Bandera de Perú | Bandera de Uruguay |
| Tiros             | 7               | 7                  |
| Tiros a puerta    | 3               | 3                  |
| Faltas            | 11              | 20                 |
| Saques de esquina | 4               | 7                  |
| Penales           | 0               | 0                  |
| Fueras de juego   | 2               | 2                  |

### Final

#### Uruguay vs. Paraguay
| 1  | POR | Fernando Muslera         |     |
| 16 | DEF | Maximiliano Pereira      |     |
| 2  | DEF | Diego Lugano             |     |
| 4  | DEF | Sebastián Coates         |     |
| 22 | DEF | Martín Cáceres           | 88' |
| 20 | MED | Álvaro González          |     |
| 15 | MED | Diego Pérez              | 69' |
| 17 | MED | Egidio Arévalo Ríos      |     |
| 11 | MED | Álvaro Pereira           | 63' |
| 10 | DEL | Diego Forlán             |     |
| 9  | DEL | Luis Suárez              |     |
| DT | DT  | Óscar Washington Tabárez |     |

| 1  | POR | Justo Villar        |     |
| 3  | DEF | Iván Piris          |     |
| 2  | DEF | Darío Verón         |     |
| 14 | DEF | Paulo Da Silva      |     |
| 4  | DEF | Elvis Marecos       |     |
| 13 | MED | Enrique Vera        | 64' |
| 20 | MED | Néstor Ortigoza     |     |
| 15 | MED | Víctor Cáceres      | 64' |
| 16 | MED | Cristian Riveros    |     |
| 7  | DEL | Pablo Zeballos      | 76' |
| 18 | DEL | Nelson Haedo Valdez |     |
| DT | DT  | Gerardo Martino     |     |

| 21 | DEL | Edinson Cavani   | 63' |
| 8  | MED | Sebastián Eguren | 69' |
| 3  | DEF | Diego Godín      | 88' |

| 21 | MED | Marcelo Estigarribia | 64' |
| 23 | MED | Hernán Pérez         | 64' |
| 19 | DEL | Lucas Barrios        | 76' |

| 11' Luis Suárez  |
| 41' Diego Forlán |
| 89' Diego Forlán |

| 24' Diego Pérez         |
| 26' Martín Cáceres      |
| 29' Maximiliano Pereira |
| 84' Sebastián Coates    |

| 17' Víctor Cáceres |
| 57' Enrique Vera   |

| Árbitro             | Salvio Fagundes   |
| Árbitros asistentes | Marcio Santiago   |
| Árbitros asistentes | Francisco Mondría |
| Cuarto árbitro      | Enrique Osses     |

| 1  | POR | Fernando Muslera         |     |
| 16 | DEF | Maximiliano Pereira      |     |
| 2  | DEF | Diego Lugano             |     |
| 4  | DEF | Sebastián Coates         |     |
| 22 | DEF | Martín Cáceres           | 88' |
| 20 | MED | Álvaro González          |     |
| 15 | MED | Diego Pérez              | 69' |
| 17 | MED | Egidio Arévalo Ríos      |     |
| 11 | MED | Álvaro Pereira           | 63' |
| 10 | DEL | Diego Forlán             |     |
| 9  | DEL | Luis Suárez              |     |
| DT | DT  | Óscar Washington Tabárez |     |

| 1  | POR | Justo Villar        |     |
| 3  | DEF | Iván Piris          |     |
| 2  | DEF | Darío Verón         |     |
| 14 | DEF | Paulo Da Silva      |     |
| 4  | DEF | Elvis Marecos       |     |
| 13 | MED | Enrique Vera        | 64' |
| 20 | MED | Néstor Ortigoza     |     |
| 15 | MED | Víctor Cáceres      | 64' |
| 16 | MED | Cristian Riveros    |     |
| 7  | DEL | Pablo Zeballos      | 76' |
| 18 | DEL | Nelson Haedo Valdez |     |
| DT | DT  | Gerardo Martino     |     |

| 21 | DEL | Edinson Cavani   | 63' |
| 8  | MED | Sebastián Eguren | 69' |
| 3  | DEF | Diego Godín      | 88' |

| 21 | MED | Marcelo Estigarribia | 64' |
| 23 | MED | Hernán Pérez         | 64' |
| 19 | DEL | Lucas Barrios        | 76' |

| 11' Luis Suárez  |
| 41' Diego Forlán |
| 89' Diego Forlán |

| 24' Diego Pérez         |
| 26' Martín Cáceres      |
| 29' Maximiliano Pereira |
| 84' Sebastián Coates    |

| 17' Víctor Cáceres |
| 57' Enrique Vera   |

| Árbitro             | Salvio Fagundes   |
| Árbitros asistentes | Marcio Santiago   |
| Árbitros asistentes | Francisco Mondría |
| Cuarto árbitro      | Enrique Osses     |

| Estadísticas      | Bandera de Uruguay | Bandera de Paraguay |
| Tiros             | 11                 | 4                   |
| Tiros a puerta    | 8                  | 1                   |
| Faltas            | 8                  | 15                  |
| Saques de esquina | 11                 | 4                   |
| Penales           | 0                  | 0                   |
| Fueras de juego   | 1                  | 2                   |

## Resultado
|                              |
| Bandera de Uruguay           |
| Campeón Uruguay 15.to título |

## Estadísticas

### Participación de jugadores
| #  | Jugador             | Posición      | PJ | Min. | Anotado | Tiros (al arco) | Faltas C-R | Amonestado | Otorgado · Otorgado otra vez · Expulsado | Expulsado | ref. |
| -- | ------------------- | ------------- | -- | ---- | ------- | --------------- | ---------- | ---------- | ---------------------------------------- | --------- | ---- |
| 2  | Diego Lugano        | Defensa       | 6  | 570  | 0       | 7 (2)           | 14-7       | 1          | 0                                        | 0         | 2    |
| 3  | Diego Godín         | Defensa       | 1  | 2    | 0       | 0               | 0-0        | 0          | 0                                        | 0         | 3    |
| 4  | Sebastián Coates    | Defensa       | 4  | 360  | 0       | 3 (1)           | 5-5        | 3          | 0                                        | 0         | 4    |
| 5  | Walter Gargano      | Mediocampista | 2  | 81   | 0       | 0               | 4-1        | 1          | 0                                        | 0         | 5    |
| 6  | Mauricio Victorino  | Defensa       | 2  | 109  | 0       | 0               | 1-0        | 0          | 0                                        | 0         | 6    |
| 7  | Cristian Rodríguez  | Mediocampista | 2  | 95   | 0       | 5 (1)           | 1-4        | 0          | 0                                        | 0         | 7    |
| 8  | Sebastián Eguren    | Mediocampista | 5  | 54   | 0       | 1 (1)           | 1-0        | 0          | 0                                        | 0         | 8    |
| 9  | Luis Suárez         | Delantero     | 6  | 570  | 4       | 16 (8)          | 13-27      | 2          | 0                                        | 0         | 9    |
| 10 | Diego Forlán        | Delantero     | 6  | 569  | 2       | 26 (12)         | 1-8        | 0          | 0                                        | 0         | 10   |
| 11 | Álvaro Pereira      | Mediocampista | 5  | 458  | 2       | 9 (4)           | 17-10      | 1          | 0                                        | 0         | 11   |
| 13 | Sebastián Abreu     | Delantero     | 1  | 1    | 0       | 0               | 0-0        | 0          | 0                                        | 0         | 13   |
| 14 | Nicolás Lodeiro     | Mediocampista | 3  | 111  | 0       | 2 (1)           | 2-1        | 0          | 0                                        | 0         | 14   |
| 15 | Diego Pérez         | Mediocampista | 5  | 377  | 1       | 2 (1)           | 18-4       | 1          | 1                                        | 0         | 15   |
| 16 | Maximiliano Pereira | Defensa       | 6  | 570  | 0       | 4 (0)           | 8-18       | 1          | 0                                        | 0         | 16   |
| 17 | Egidio Arévalo Ríos | Mediocampista | 6  | 554  | 0       | 2 (0)           | 11-7       | 0          | 0                                        | 0         | 17   |
| 18 | Abel Hernández      | Delantero     | 2  | 32   | 0       | 1 (1)           | 1-1        | 0          | 0                                        | 0         | 18   |
| 19 | Andrés Scotti       | Defensa       | 1  | 101  | 0       | 0               | 0-0        | 0          | 0                                        | 0         | 19   |
| 20 | Álvaro González     | Mediocampista | 5  | 413  | 0       | 1 (1)           | 13-5       | 2          | 0                                        | 0         | 20   |
| 21 | Edinson Cavani      | Delantero     | 3  | 150  | 0       | 0               | 0-0        | 0          | 0                                        | 0         | 21   |
| 22 | Martín Cáceres      | Defensa       | 5  | 478  | 0       | 1 (1)           | 8-7        | 4          | 0                                        | 0         | 22   |
| #  | Jugador             | Posición      | PJ | Min. | Anotado | Atajadas        | Faltas C-R | Amonestado | Otorgado · Otorgado otra vez · Expulsado | Expulsado | ref. |
| 1  | Fernando Muslera    | Portero       | 6  | 570  | 0       | 21              | 0-0        | 0          | 0                                        | 0         | 1    |
| 12 | Juan Castillo       | Portero       | 0  | 0    | 0       | 0               | 0-0        | 0          | 0                                        | 0         | 12   |
| 23 | Martín Silva        | Portero       | 0  | 0    | 0       | 0               | 0-0        | 0          | 0                                        | 0         | 23   |

### Goleadores
| Jugador        | Goles | Partidos |
| -------------- | ----- | -------- |
| Luis Suárez    | 4     | 6        |
| Álvaro Pereira | 2     | 5        |
| Diego Forlán   | 2     | 6        |
| Diego Pérez    | 1     | 5        |